# 628
628 (DCXXVIII) je bilo prestopno leto, ki se je po julijanskem koledarju začelo na petek.

## Dogodki
- Slovani premagajo Bavarce; meja se vzpostavi med Lienzom, Innichenom in Kriestenbachom.
- bitka pri gori Uhudu: vojska 3000-ih prebivalcev iz Meke premaga muslimane pri gori Uhudu. Prerok Mohamed je bil v tej bitki lažje ranjen
- obleganje Medine - muslimani preidejo v defenzivno gverilsko vojskovanje in zavrnejo obleganje Medine od - po izročilu - 4000-ih vojakov iz Meke.
- poskusno romanje (hadž) muslimanov v Meko. Prebivalci Meke jih zavrnejo, a kljub temu z muslimani sklenijo 10-letno premirje.

## Smrti
- Kozrav II., veliki kralj (šah) Perzijskega cesarstva, vladal 590–628
- Li Daši, kitajski zgodovinar (* 570)
- Tong jabgu kagan, kagan Zahodnega turškega kaganata (* ni znano)